# آویلا گیرون
برناردینو د آویلا گیرون (انگلیسی: Bernardino de Avila Girón؛ تولد نامشخص – مرگ ۱۶۱۹) یک تاجر اهل پرتغال بود. وی از اواخر قرن شانزدهم تا اوایل قرن هفدهم به مدت ۲۰ سال عمدتاً در ناگاساکی (بندر) ساکن بود. وی کتاب تاریخی پر ارزشی بنام «نیهون اوکوکو کی» 『日本王国記』 (یادداشت‌هایی از کشور پادشاهی ژاپن) نوشته و بر جا گذاشته‌است. جنین کتابی در مورد دوره تجاری نانبان که توسط یک اروپایی به غیر از مبلغان مذهبی مسیحی نوشته شده باشد بسیار نادر است.